# Arianespace
Arianespace – międzynarodowa spółka astronautyczna. Pierwsze na świecie przedsiębiorstwo zajmujące się komercyjnym transportem kosmicznym – wynoszeniem ładunków w przestrzeń kosmiczną. Ma 23 udziałowców z 10 krajów europejskich. W 2003 zatrudniało 355 osób.
Posiada ponad 50% udziałów w rynku wynoszenia satelitów na orbitę geostacjonarną.
Kapitał założycielski: 395 010 euro.
Zysk w roku 2005: 6,3 mln euro.
Arianespace używa rakiet Ariane 5, a od 2011, wraz z firmą Starsem, rakiet Sojuz. Natomiast od 2012 roku używane są rakiety Vega.

## Najważniejsze wydarzenia
- 26 marca 1980 – utworzenie Arianespace
- 2 listopada 1981 – podpisanie pierwszego kontraktu z firmą GTE Spacenet
- styczeń 1985 – ministrowie krajów należących do ESA podpisują dokument o rozpoczęciu wstępnych prac nad europejską rakietą nośną (później Ariane 5)
- listopad 1987 – kraje członkowskie ESA zatwierdzają rozpoczęcie prac nad Ariane 5
- 1 lutego 1990 – Arianespace otwiera się na współpracę z nowymi krajami Zjednoczonej Europy, utworzenie Arianespace Participation
- 18 maja 1992 – setny kontrakt Arianespace
- 7 lipca 1995 – Arianespace wystrzeliła pierwszego satelitę wywiadowczego w swojej historii, Helios 1A
- 19 października 1995 – wystrzelenie pierwszego satelity telekomunikacyjnego w historii firmy, Astra 1E
- 21 października 1998 – dopuszczenie rakiety Ariane 5 do użytku komercyjnego
- 15 lutego 2003 – ostatni lot rakiety Ariane 4
- lipiec 2003 – Arianespace, wraz z Boeing Launch Services i Mitsubishi Heavy Industries, tworzy Launch Services Alliance
- 14 maja 2004 – Arianespace podpisuje umowę o użytkowaniu rakiety Vega, która będzie trzecią rakietą, jaka będzie startować z kosmodromu Kourou, obok Ariane 5 i Sojuz

## Udziałowcy
- Niemcy
  - EADS Space Transportation, 10,87%
  - MT Aerospace, 7,75%
- Belgia
  - S.A.B.C.A., 2,54%
  - Alcatel ETCA SA, 0,31%
  - Techspace Aero SA, 0,30%
- Hiszpania
  - EADS CASA, 1,91%
  - Crisa, 0,10%
  - Sener Grupo De Ingenieria SA, nieznacząca ilość
- Francja
  - CNES, 32,53%
  - EADS Space Transportation, 15,81%
  - SNECMA, 9,91%
  - L'air Liquide, 1,77%
  - Clemessy, 0,10%
  - Cie Deutsch, nie znacząca ilość
- Włochy
  - Avio SPA, 7,87%
  - Alenia Spazio SPA, 1,49%
- Norwegia
  - Kongsberg Gruppen ASA, 0,10%
- Holandia
  - Dutch Space, 1,82%
- Szwecja
  - Volvo Aero Corporation, 1,53%
  - Saab Ericsson Space AB, 0,77%
- Szwajcaria
  - Contraves Space AG, 2,41%
  - Ruag Aerospace, 0,10%
- Dania
  - Christian Rovsing A/S, nieznacząca ilość